# Maurício Dziedricki
Maurício Alexandre Dziedricki (Curitiba, 26 de julho de 1979) é um advogado e político brasileiro filiado ao Podemos. Foi vereador de Porto Alegre por dois mandatos e o mais jovem secretário municipal de Porto Alegre, à frente da SMOV aos 26 anos de idade. Foi deputado estadual, secretário de estado e deputado federal. Atualmente é diretor no Badesul.

## Biografia
Descendente de poloneses, Maurício Dziedricki nasceu em Curitiba, no Paraná, mas foi em Porto Alegre que construiu sua militância política. É formado em direito pela Pontifícia Universidade Católica do Rio Grande do Sul (PUCRS).
Em 1999 filiou-se ao Partido Trabalhista Brasileiro (PTB). Foi eleito vereador da capital nas eleições de 2004, sendo reeleito em eleições de 2008, com 15.454 votos, a maior votação entre as cidades da região sul do Brasil. Convidado pelo então prefeito José Fogaça para assumir a Secretaria de Obras e Viação de Porto Alegre, tendo sido o secretário municipal mais jovem a assumir a pasta. Foi responsável pela repavimentação de mais de 60 quilômetros das principais vias da cidade. Por meio do Orçamento Participativo (OP), entregou 77 novas ruas que não eram pavimentadas. Ampliou equipes de manutenção e criou a “SAMU dos Buracos”, tornando o serviço mais rápido e eficiente. Implantou o projeto "Porto Alegre + Luz", substituindo todos os pontos de iluminação pública da capital, levando segurança e conforto para a população.
Em 2010, concorreu a deputado federal alcançando 66.701 votos. Assumindo o mandato, recebeu o convite para integrar o Governo do Estado como secretário de Economia Solidária e Apoio à Micro e Pequena Empresa. Entre suas principais ações, criou o Programa Gaúcho de Microcrédito, emprestando R$ 500 milhões para mais de 100 mil gaúchos, empreendedores, formais e informais, do Rio Grande do Sul. Criou o Fórum Permanente da Micro e Pequena Empresa, o Conselho Estadual de Economia Solidária e investiu no Programa Redes de Cooperação como alternativa para desenvolvimento das micro e pequenas empresas gaúchas.

### Deputado estadual
Maurício foi eleito deputado estadual na eleição de 2014. Em seu  mandato, durante o governo de José Ivo Sartori (PMDB), Maurício votou contra o aumento do ICMS, a favor das privatizações, contra a aprovação da Lei de Responsabilidade Fiscal Estadual, a favor da extinção de fundações e a favor da adesão ao Regime de Recuperação Fiscal (RRF).
Foi candidato a prefeito de Porto Alegre nas eleições municipais de 2016, tendo recebido 13,68% dos votos, alcançando o quarto lugar.

### Deputado federal
Na eleição estadual de 2018, Maurício se elegeu deputado federal. Com um mandato marcado pela forte atuação municipalista, destacou-se pela interlocução entre prefeituras do Rio Grande do Sul e os órgãos do governo federal, viabilizando recursos, equipamentos e acesso a políticas públicas para dezenas de municípios.
Dziedricki foi autor de propostas de grande relevância social, como o projeto que cria o Cadastro Federal de Informações para a Proteção da Infância e da Juventude - Cadastro de Pedófilos, nos moldes do projeto de sua autoria sancionado pelo Governo do Estado do Rio Grande do Sul em 2018.
Em seu mandato na câmara, Maurício cronologicamente votou a favor de criminalizar responsáveis por rompimento de barragens; a favor da PEC da Reforma da Previdência e contra excluir os professores nas regras da mesma; a favor da MP da Liberdade Econômica; a favor de Alteração no Fundo Eleitoral; contra aumento do Fundo Partidário; contra cobrança de bagagem por companhias aéreas; contra incluir políticas LGBTs na pasta de Direitos Humanos; a favor do PL 3723 que regulamenta a prática de atiradores e caçadores; a favor do  "Pacote Anti-crime" de Sergio Moro; contra redução do Fundo Eleitoral; a favor de ajuda financeira aos estados durante a pandemia de COVID-19; a favor do Contrato Verde e Amarelo; a favor da anistia da dívida das igrejas; a favor da convocação de uma Convenção Interamericana contra o Racismo; duas vezes a favor de destinar verbas do novo FUNDEB para escolas ligadas às igrejas; a favor da autonomia do Banco Central; a favor da validação da PEC da Imunidade Parlamentar; a favor da PEC Emergencial (que trata do retorno do auxílio emergencial por mais três meses e com valor mais baixo); a favor que empresas possam comprar vacinas da COVID-19 sem doar ao SUS; a favor de classificar a educação como "serviço essencial" (possibilitando o retorno das aulas presenciais durante a pandemia) e a favor da privatização da Eletrobras.

### Badesul Desenvolvimento
Em fevereiro de 2024, Maurício Dziedricki tornou-se diretor jurídico no Badesul Desenvolvimento SA– Agência de Fomento. 
Sua indicação ao cargo foi aprovada em dezembro de 2023, pela Assembleia Legislativa do Rio Grande do Sul. Seguindo os ritos regimentais, após passar por sabatina, o Legislativo aprovou, através da Comissão de Finanças, Planejamento, Fiscalização e Controle, o relatório apresentado pelo deputado Frederico Antunes (PP), afirmando que o postulante ao cargo “reúne os predicados exigidos para o exercício da função diretiva e uma trajetória de vida pública exemplar”.

## Desempenho eleitoral
| Ano  | Eleição                       | Cargo             | Partido | Coligação                         | Suplentes/Vice                                | Votos           | Resultado                                          |
| ---- | ----------------------------- | ----------------- | ------- | --------------------------------- | --------------------------------------------- | --------------- | -------------------------------------------------- |
| 2000 | Municipal de Porto Alegre     | Vereador          | PTB     | PTB / PMN                         | —                                             | 2.486 (0,39%)   | Suplente (20º lugar na coligação)                  |
| 2004 | Municipal de Porto Alegre     | Vereador          | PTB     | PTB / PPS                         | Alceu Brasinha (PTB), Nilo Santos (PTB)       | 5.996 (0,87%)   | Eleito (27ª pessoa mais votada, 3ª na coligação)   |
| 2008 | Municipal de Porto Alegre     | Vereador          | PTB     | sem coligação proporcional        | Alceu Brasinha (PTB), Nilo Santos (PTB)       | 15.454 (2,53%)  | Reeleito (a pessoa mais votada)                    |
| 2010 | Estadual do Rio Grande do Sul | Deputado Federal  | PTB     | PTB / DEM                         | —                                             | 66.701 (1,17%)  | Suplente (35ª pessoa mais votada, 5ª na coligação) |
| 2014 | Estadual do Rio Grande do Sul | Deputado Estadual | PTB     | sem coligação proporcional        | José Sperotto (PTB), Jurandir Maciel (PTB)    | 40.009 (0,72%)  | Eleito (35ª pessoa mais votada, 5ª no partido)     |
| 2016 | Municipal de Porto Alegre     | Prefeito          | PTB     | PTB / PSC / PR / SD / PRP / PTdoB | Arlindo Pereira (PR)                          | 97.939 (13,68%) | Não eleito (4º lugar)                              |
| 2018 | Estadual do Rio Grande do Sul | Deputado Federal  | PTB     | PTB / PSDB / PRB / REDE / PP      | Ronaldo Santini (PTB), Ronaldo Nogueira (PTB) | 83.617 (1,43%)  | Eleito (25ª pessoa mais votada, 7ª na coligação)   |
| 2022 | Estadual do Rio Grande do Sul | Deputado Federal  | Podemos | sem coligação proporcional        | —                                             | 74.310 (1,21%)  | Suplente (32ª pessoa mais votada, 2ª no partido)   |